# Emil von Rußdorf
Emil Christoph Ernst von Rußdorf, Pseudonym Emil Mecklenburg (* 16. August 1813 in Ankershagen; † 31. Mai 1868 in Berlin) war deutscher Mediziner, Autor und mecklenburgischer Politiker.

## Leben

### Herkunft und Familie
Emil von Rußdorf entstammte einer mecklenburgischen Pastorenfamilie, die am 12. September 1801 zu Wien in den Adelsstand erhoben wurde. Die Anerkennung des Adelsstandes für Mecklenburg-Schwerin als von Rußdorf erfolgte am 8. März 1802 in Schwerin. Emil war jüngstes von sieben Kindern des Pastors (Ludolf) Wulfradt (Heinrich) von Rußdorf (1773–1822) in Ankershagen und dessen Frau (Sophie Caroline) Wilhelmine, geb. Müller (1783–1856), Gutspächtertochter aus Nossentin. Sein ältester, in Stavenhagen verstorbener Bruder Adolf Friedrich (Ludwig) Nicolaus von Rußdorf (* 1802), war Doktor der Rechte. Beide blieben unvermählt. Seine Schwester (Ernestine Amalie) Friedrike von Rußdorf (1812–1893) war mit dem Neubrandenburger Bürgermeister Wilhelm Ahlers (1810–1889) verheiratet. Sein zweitältester Bruder Hans Benjamin Ludwig von Rußdorf wurde Gutspächter und ist mit seinen beiden Ehefrauen Friedrike Rothe und Karoline Deutschmann der Vorfahre aller nachfolgenden Mitglieder der Familie von Rußdorf.

### Werdegang
Rußdorf besuchte wahrscheinlich die Gelehrtenschule in Neubrandenburg und studierte Humanmedizin an den Universitäten Greifswald und Berlin. In Berlin wurde er 1839 mit einer chirurgischen Dissertation zum Dr. med. promoviert. Rußdorf gilt als Schüler von Johann Friedrich Dieffenbach.
Unter dem Pseudonym Emil Mecklenburg veröffentlichte er in den 1840er Jahren mehrere literarische Werke. Offenbar ist er in dieser Zeit auch viel gereist, so nach St. Petersburg und in die Schweiz, wovon sein Poetisches Reisebuch (1847) zeugt. In St. Petersburg hatte Heinrich Schliemann seine Bekanntschaft gemacht.
Als Parlamentarier gehörte er 1848 als Abgeordneter der Mecklenburgischen Abgeordnetenversammlung für den Wahlbezirk Mecklenburg-Schwerin 58 / Rostock an.
Anfang 1851 erhielt er seine preußische Approbation als praktischer Arzt und Wundarzt in den königlichen Landen und praktizierte zuletzt als Oberarzt am Friedrich-Wilhelm-Hospital Berlin. Er war Verfasser zahlreicher populärwissenschaftlichen Schriften zu medizinischen und naturwissenschaftlichen Fragen.
Er wurde in Berlin auf dem Friedhof III der Jerusalems- und Neuen Kirchengemeinde begraben. Das Grab ist nicht erhalten.

## Schriften

### Als Emil von Rußdorf
- De talipedibus: Dissertatio Inauguralis Chirurgica. Schlesinger, Berolini 1839. (Digitalisat, Bayerische Staatsbibliothek)
- Eubiotik : Entwurf einer historisch und psychologisch begründeten Lehre der Glückseligkeit. Hempel, Berlin 1852. (Digitalisat, Bayerische Staatsbibliothek)
- Vorträge zur Förderung der Gesundheitskultur. Berlin 1854.
- Die Diätetik. Schindler, Berlin 1854.
- Die Frage der Lebensverlängerung. Berlin 1856. (Digitalisat)
- Diätetischer Haus- und Brunnen-Almanach für 1856: Mit 1 Karte. Berlin 1856.
- Lehrbuch der Gesundheitspflege. Mit 19 illustrierenden Abbildungen. Enke, Erlangen 1857. Reprint, in zwei Bänden, (englisch) 2018. ISBN 1-37839619-7.
- (als Übersetzer) William Robert Grove: Die Wechselwirkung der physischen Kräfte. Nach der 3. Auflage übersetzt. Berlin 1863.

### Als Emil Mecklenburg
- Die Seherin. Dramatisches Gedicht. Brauns, Leipzig 1845. (Digitalisat, Bayerische Staatsbibliothek)
- Neue Poesieen. 1846
- Poetisches Reisebuch. Klemm, Leipzig 1847 (Digitalisat, Bayerische Staatsbibliothek)
- Abraham und die Seinen. Ein Roman. 2 Bände. Klemm, Leipzig 1847.